# Los Impala
Los Impala fue una agrupación de rock venezolano surgida en la ciudad de Maracaibo en 1959, considerada una de las pioneras de este género en Venezuela.

## Miembros
La banda tuvo en su primera formación a Henry Prado en el piano, Gilberto Urdaneta como bajo y Servando Alzatti al frente de la batería. Con el tiempo cambiarían de formación muchas veces, pasando por sus filas Pedro Alfonso, Bob Bush, Bernardo Ball, Heberto Medina, Rafael Montero, Paco Piedrafita y Edgar Quintero, quien adoptaría más adelante el nombre artístico de Edgar Alexander.

## Historia
La banda se formó en 1959 y se disolvió en 1970 tras la marcha en planes de estudio de Servando a Estados Unidos. Dos años después los integrantes de las extintas agrupaciones zuliana: Los Flippers, Los Impala y Los Tempest conforman una nueva agrupación integrada por los Ex-flippers: Francisco Belisario (Bajo y voz), Henry Stephen (Bajo y voz), Nerio Quintero (Batería), Edgar Quintero (Ex-Impala Guitarra) y Omar Padauy (Ex-tempest Batería).
En 1965 Omar abandona el grupo para regresarse a Maracaibo junto a su esposa y entra Bernardo Ball (ex Los Blonder). 
En 1966 sale Stephen para iniciar su carrera como solista, apoyado por el reconocido animador venezolano Renny Ottolina, y en su lugar entra Rudy Márquez, quien provenía del grupo caraqueño Los Dangers. Siendo esté el único miembro no zuliano de la agrupación.
En septiembre viajan a Europa y se quedan hasta finales de 1969, alternando su estancia con giras a Inglaterra, Países Bajos, Francia, Dinamarca, Italia y Portugal. Tras un concierto en Caracas a comienzos de 1970 se disuelven. Para el momento habían grabado 8 LP.
La agrupación regresa a Venezuela en 1970 donde se separan luego de una serie de presentaciones en la ciudad de Caracas en febrero de ese año.
En 1990, 20 años después de su separación, se reagrupan para ofrecer un concierto en Maracaibo. Fue tal el éxito que obtuvieron, que en 1991 realizan un show en Caracas y una gira nacional, para luego volver a separarse.

## Legado
Los Impala son considerados una de las primeras bandas de rock venezolano. En 1964 impulsaron el movimiento musical pop venezolano en Caracas junto a los grupos Los Supersónicos, Los Claners, Los Darts y Los Dangers.
Omar Padauy murió en 1996 mientras que Stephen, Márquez y Belisario continuaron con el grupo junto a Ruben "Micho" Correa, Iván "El Gordo" Marcano (ex The Nasty Pillows, antiguo grupo de Mike Kennedy y ex Daiquiri) y Marisela Pérez.
Los Impala grabaron ocho discos, siendo junto a Los Supersónicos (con seis producciones) los grupos venezolanos que más álbumes grabaron de acuerdo a libro "La historia del rock en Venezuela" del musicólogo Eddio Piña. De sus producciones se puede resaltar el hecho de haber lanzado un álbum en dos idiomas (español e inglés) con el nombre de "Los Impala y su Música", su más exitoso álbum "Los Impala en Europa" y su último álbum llamado Impala Syndrome, el cual aunque no tuvo el impacto de lanzamientos anteriores mostró grandes avances a nivel compositivo.
En diciembre de 2006 aparece un Disco compacto recopilatorio con 42 canciones donde se incluyen las consideradas mejores canciones de este grupo conformado en Maracaibo de la fusión de Los Flippers y Los Impala. Algunas de esas canciones son: La vi parada ahí, HullyGullySurf, Quiero tener tu mano, My Bonnie, Do Wah Diddy, Con tu blanca palidez, Ana, Vida normal y Taxi.

## Discografía
- Conozca a Los Impala (1964)
- Los Impala (1965)
- Nuevamente Los Impala(1965)
- Los Impala y su música (1966)
- Impala '66 (1966)
- En Europa (1968)
- Impala Syndrome (1969)
- Regresan (1975)

Los álbumes Los Impala en Europa y Los impala ambos de 1968 son en realidad el mismo álbum, solo que ediciones distintas para España y Venezuela. Ambos álbumes poseen carátulas distintas e incluso hay cambios en el orden de las canciones y sustitución de temas en cada versión.